# День рождения (фильм, 1977)
«День рождения» (азерб. Ad günü) — советский музыкальный фильм режиссёра Расима Оджагова.

## Сюжет
Учитель Мустафа приезжает в Баку из отдалённого района Азербайджана, а маляр Али празднует день рождения своего сына. После случайной встречи Мустафы и Али, Али приглашает к себе домой Мустафу. Фильм повествует о доброте, искренности чувств и отзывчивости.

## В ролях
- Гаджи Исмайлов — Мустафа
- Шафига Мамедова — Фарида
- Давид Уплисашвили — Али
- Шукюфа Юсупова — Рена
- Фуад Поладов — Назим
- Яшар Нури (Нуриев) — Эльдар
- Гусейнага Садыгов — отец Али
- Агагусейн Керимов — дядя Гамид
- Рафик Азимов — Салим
- Садая Мустафаева — мать Али
- Гюльшан Гурбанова — Шейда
- Самандар Рзаев — Фаик
- Хамар Адамбаева

## Премьера
Премьера фильма состоялась 23 января 1978 года в Москве.

## Награды
- Первое место во Всесоюзном фестивале творческих фильмов в Баку, 1980 году
- Государственная премия Азербайджанской ССР 1980 году.

## Ссылка
- «День рождения» на сайте «Энциклопедия отечественного кино»
- Полная версия фильма «День рождения» на русском языке  на YouTube